# 예지미인
예지미인은 대한민국의 여성용품 브랜드로, 2002년에 '퓨어린'(Purelyn)이라는 이름으로 설립되었다.
2012년 웰크론 그룹(Welcron Group)에 인수되어 현재 회사명은 (주)웰크론헬스케어이다.
주력 제품으로는 생리대, 좌훈패드, 핫팩, 여성청결제 등이 있으며, 여성 건강과 편안함을 위한 다양한 제품을 개발하고 있다.

## 개요
예지미인은 2002년 설립된 이후, 국내 첫 한방 생리대를 시작으로 유기농 순면커버 생리대, 날개형 팬티라이너, 입는 오버나이트까지 다양한 제품을 개발했다. 
또한, 여성청결제, 화장지, 황사 방역 마스크 등 브랜드와 제품 카테고리 등을 확장하며 지속해서 성장하고 있다.

## 주요 제품
- 생리대 - 오가닛 데일리, 오가닛 네추럴, 그날엔순면, 숲속이야기, 윤슬, 순슬림, 데일리코튼, 날개형 롱 팬티라이너, 입는 오버나이트 등
- 좌훈 패드 - 하루좌훈 쑥찜질패드
- 핫팩 - 매직핫팩
- 여성청결제 - 퓨어린 마일드 페미닌워시

## 역대 모델
- 2005년 - 옥주현
- 2007년 - 한혜진
- 2008년 - 윤아